# アフィン結合
数学において、アフィン結合（アフィンけつごう、英: affine combination）は、ベクトル空間における線型結合の特別の場合であって、主に（ユークリッド空間などの）アフィン空間に対して用いられ、したがってこの概念はユークリッド幾何学において重要となる。
ある列ベクトル B に対して確率行列 A を作用させる時、得られる結果は A の各行の成分を係数とする B のアフィン結合からなる列ベクトルである。

## 定義
与えられた体 K 上のベクトル空間 V において、その元 x1, …, xn の α1, …, αn を係数とするアフィン結合とは、係数和が 1, つまり ∑n
i=1 αi = 1 を満たすような線型結合
{\displaystyle \sum _{i=1}^{n}\alpha _{i}x_{i}=\alpha _{1}x_{1}+\alpha _{2}x_{2}+\cdots +\alpha _{n}x_{n}}
を言う。

## アフィン幾何
特に、ベクトル空間 V を任意のアフィン空間に付随するベクトル空間として考えるとき（例えば、原点を忘れることにより V 自身を V の付随するベクトル空間とするアフィン空間と見做すことができる）、そのアフィン部分空間 A は適当な点 p0 ∈ V と線型部分空間 U ⊂ V を用いて A = p0 + U の形に書くことができることを思い出そう。このとき A の任意の点 p は p − p0 ∈ U を満たすから、適当な A の点 p1, …, pn を選んでベクトルp1 − p0, …, pn − p0 が U の基底となるようにすることができて、
{\displaystyle p-p_{0}=\mu _{1}(p_{1}-p_{0})+\cdots +\mu _{n}(p_{n}-p_{0})}
と書ける。ここで、λ0 := 1 − ∑n
i=1 μi, λi := μi (i = 1, …, n) と置けば
{\displaystyle p=\lambda _{0}p_{0}+\lambda _{1}p_{1}+\cdots +\lambda _{n}p_{n}\qquad \left(\sum _{i=0}^{n}\lambda _{n}=1\right),}
すなわち、p は A の（一般の位置にある）n + 1 個の点のアフィン結合である。このとき、座標系 (μ1, …, μn) は p の（非斉次）アフィン座標系と呼ばれ、(λ0, λ1, …, λn) は基底点 p0, …, pn に関する p のアフィン重心座標系 (barycentric affine coordinate) と呼ばれる。
アフィン結合を取る操作は、
{\displaystyle T{\bigg (}\sum _{i=1}^{n}\alpha _{i}x_{i}{\biggr )}=\sum _{i=1}^{n}\alpha _{i}T(x_{i})}
が成立すると言う意味で、任意のアフィン変換 T と可換である。特に、与えられたアフィン変換 T の不動点からなる任意のアフィン結合もまた T の不動点である。したがって T の不動点全体の成す集合はアフィン部分空間を形成する（3次元において、直線あるいは平面、または自明な場合は一点あるいは全空間である）。